# Torneo Preolímpico Sudamericano de 1968
El Torneo Preolímpico Sudamericano de 1968 se realizó entre el 19 de marzo y el 9 de abril de 1968, en Bogotá, Medellín, Cali y Barranquilla, Colombia.
En el torneo tomaron parte 8 equipos, de los cuales consiguieron la clasificación Brasil y Colombia, que participarían en los Juegos Olímpicos de México 1968. No participaron de esta edición las selecciones nacionales amateur o profesional de los países Argentina y Bolivia respectivamente. 

## Árbitros
- Duval Goicoechea
- Ayrton Vieira de Moraes
- Antonio Vicuña
- Guillermo Velásquez Ramírez
- Eduardo Rendón
- Isidro Ramírez Álvarez
- Erwin Hieger
- Pablo Víctor Vaga
- Iván de Jesús Ramos

## Participantes
| Equipos participantes | Equipos participantes | Equipos participantes | Equipos participantes |
| --------------------- | --------------------- | --------------------- | --------------------- |
| Brasil                | Chile                 | Colombia              | Ecuador               |
| Paraguay              | Perú                  | Uruguay               | Venezuela             |

## Sedes
| Bogotá                            | Cali                              | Medellín                  | Barranquilla      |
| --------------------------------- | --------------------------------- | ------------------------- | ----------------- |
| Estadio Nemesio Camacho El Campín | Estadio Olímpico Pascual Guerrero | Estadio Atanasio Girardot | Estadio Municipal |
| Capacidad: 63 500                 | Capacidad: 42 000                 | Capacidad: 40 000         | Capacidad: 20 000 |
|                                   |                                   |                           |                   |

## Resultados

### Grupo 1
| Equipo    | PJ | PG | PE | PP | GF | GC | Dif | PTS |
| --------- | -- | -- | -- | -- | -- | -- | --- | --- |
| Paraguay  | 3  | 2  | 1  | 0  | 4  | 0  | +4  | 5   |
| Brasil    | 3  | 1  | 2  | 0  | 3  | 0  | +3  | 4   |
| Chile     | 3  | 1  | 1  | 1  | 1  | 1  | 0   | 3   |
| Venezuela | 3  | 0  | 0  | 3  | 0  | 7  | -7  | 0   |

| 19 de marzo de 1968 | Brasil | 0:0 | Paraguay | Estadio Atanasio Girardot, Medellín                           |  |
|                     |        |     |          | Asistencia: 16.025 espectadores Árbitro(s): Pablo Víctor Vaga |  |

| 19 de marzo de 1968 | Chile        | 1:0 (1:0) | Venezuela | Estadio Municipal, Barranquilla                         |                                                         |
|                     | Marchant 40' |           |           | Asistencia: 2.200 espectadores Árbitro(s): Erwin Hieger | Asistencia: 2.200 espectadores Árbitro(s): Erwin Hieger |

| 22 de marzo de 1968 | Paraguay     | 1:0 (1:0) | Chile | Estadio Atanasio Girardot, Medellín                       |                                                           |
|                     | Martínez 44' |           |       | Asistencia: 6.164 espectadores Árbitro(s): Eduardo Rendón | Asistencia: 6.164 espectadores Árbitro(s): Eduardo Rendón |

| 22 de marzo de 1968 | Brasil                        | 3:0 (1:0) | Venezuela | Estadio Municipal, Barranquilla         |                                         |
|                     | Dionísio 39', 75' · Maria 65' |           |           | Árbitro(s): Guillermo Velásquez Ramírez | Árbitro(s): Guillermo Velásquez Ramírez |

| 27 de marzo de 1968 | Brasil | 0:0 | Chile | Estadio Atanasio Girardot, Medellín                     |  |
|                     |        |     |       | Asistencia: 5.131 espectadores Árbitro(s): Erwin Hieger |  |

| 27 de marzo de 1968 | Paraguay                     | 3:0 (1:0) | Venezuela | Estadio Municipal, Barranquilla |                               |
|                     | Sosa 32', 75' · Sandoval 63' |           |           | Árbitro(s): Pablo Víctor Vaga   | Árbitro(s): Pablo Víctor Vaga |

### Grupo 2
| Equipo   | PJ | PG | PE | PP | GF | GC | Dif | PTS |
| -------- | -- | -- | -- | -- | -- | -- | --- | --- |
| Colombia | 3  | 2  | 1  | 0  | 4  | 2  | +2  | 5   |
| Uruguay  | 3  | 1  | 2  | 0  | 3  | 1  | +2  | 4   |
| Perú     | 3  | 0  | 2  | 1  | 2  | 3  | -1  | 2   |
| Ecuador  | 3  | 0  | 1  | 2  | 1  | 4  | -3  | 1   |

| 19 de marzo de 1968 | Colombia  | 1:0 (0:0) | Ecuador | Estadio El Campín, Bogotá                                           |                                                                     |
|                     | Santa 49' |           |         | Asistencia: 35.000 espectadores Árbitro(s): Ayrton Vieira de Moraes | Asistencia: 35.000 espectadores Árbitro(s): Ayrton Vieira de Moraes |

| 19 de marzo de 1968 | Uruguay | 0:0 | Perú | Estadio Pascual Guerrero, Cali                             |  |
|                     |         |     |      | Asistencia: 10.045 espectadores Árbitro(s): Antonio Vicuña |  |

| 22 de marzo de 1968 | Colombia                 | 2:1 (1:0) | Perú         | Estadio El Campín, Bogotá                                       |                                                                 |
|                     | Santa 15' · Mosquera 85' |           | Gonzales 80' | Asistencia: 63.500 espectadores Árbitro(s): Iván de Jesús Ramos | Asistencia: 63.500 espectadores Árbitro(s): Iván de Jesús Ramos |

| 22 de marzo de 1968 | Uruguay                    | 2:0 (1:0) | Ecuador | Estadio Pascual Guerrero, Cali                                    |                                                                   |
|                     | Lancieri 42' · Prestes 80' |           |         | Asistencia: 1.725 espectadores Árbitro(s): Isidro Ramírez Álvarez | Asistencia: 1.725 espectadores Árbitro(s): Isidro Ramírez Álvarez |

| 27 de marzo de 1968 | Colombia  | 1:1 (0:1) | Uruguay   | Estadio El Campín, Bogotá                                  |                                                            |
|                     | Retat 82' |           | Eugui 17' | Asistencia: 65.000 espectadores Árbitro(s): Antonio Vicuña | Asistencia: 65.000 espectadores Árbitro(s): Antonio Vicuña |

| 27 de marzo de 1968 | Perú         | 1:1 (1:1) | Ecuador      | Estadio Pascual Guerrero, Cali                                     |                                                                    |
|                     | Gonzales 38' |           | J. Pérez 42' | Asistencia: 1.500 espectadores Árbitro(s): Ayrton Vieira de Moraes | Asistencia: 1.500 espectadores Árbitro(s): Ayrton Vieira de Moraes |

### Fase final
| Equipo   | PJ | PG | PE | PP | GF | GC | Dif | PTS |
| -------- | -- | -- | -- | -- | -- | -- | --- | --- |
| Brasil   | 3  | 2  | 0  | 1  | 6  | 2  | +4  | 4   |
| Colombia | 3  | 2  | 0  | 1  | 6  | 5  | +1  | 4   |
| Uruguay  | 3  | 1  | 1  | 1  | 5  | 6  | -1  | 3   |
| Paraguay | 3  | 0  | 1  | 2  | 5  | 9  | -4  | 1   |

| 31 de marzo de 1968 | Uruguay                            | 2:1 (1:1) | Brasil  | Estadio El Campín, Bogotá                                    |                                                              |
|                     | dos Santos 3' (a.g.) · Brandon 60' |           | Ueta 8' | Asistencia: 28.444 espectadores Árbitro(s): Duval Goicoechea | Asistencia: 28.444 espectadores Árbitro(s): Duval Goicoechea |

| 2 de abril de 1968 | Colombia                              | 4:2 (1:0) | Paraguay               | Estadio El Campín, Bogotá                                |                                                          |
|                    | Santa 36' · Pardo 85' · Mesa 79', 88' |           | Escobar 52' · Sosa 73' | Asistencia: 51.125 espectadores Árbitro(s): Erwin Hieger | Asistencia: 51.125 espectadores Árbitro(s): Erwin Hieger |

| 5 de abril de 1968, 19:00 | Colombia           | 2:0 (0:0) | Uruguay | Estadio El Campín, Bogotá                                |                                                          |
|                           | Jaramillo 47', 85' |           |         | Asistencia: 51.550 espectadores Árbitro(s): Erwin Hieger | Asistencia: 51.550 espectadores Árbitro(s): Erwin Hieger |

| 5 de abril de 1968, 21:00 | Brasil | 2:0 | Paraguay | Estadio El Campín, Bogotá   |  |
|                           |        |     |          | Árbitro(s): Duval Goicochea |  |

| 7 de abril de 1968 | Paraguay                       | 3:3 (3:0) | Uruguay                       | Estadio El Campín, Bogotá                                |                                                          |
|                    | Azcurra 19' · Escobar 40', 42' |           | Brandon 53' · Santos 72', 83' | Asistencia: 15.307 espectadores Árbitro(s): Erwin Hieger | Asistencia: 15.307 espectadores Árbitro(s): Erwin Hieger |

| 9 de abril de 1968 | Colombia | 0:3 (0:2) | Brasil                    | Estadio El Campín, Bogotá                                   |                                                             |
|                    |          |           | Lauro 22', 75' · Ueta 33' | Asistencia: 51.575 espectadores Árbitro(s): Duval Goicochea | Asistencia: 51.575 espectadores Árbitro(s): Duval Goicochea |

## Clasificados a los Juegos Olímpicos de México 1968
| Bandera de Brasil   | Bandera de Colombia |
| Brasil              | Colombia            |
| Campeón 1.er título | Segundo puesto      |

## Estadísticas
| Pos. | Selección | Pts. | PJ | PG | PE | PP | GF | GC | Dif | Rend. |
| ---- | --------- | ---- | -- | -- | -- | -- | -- | -- | --- | ----- |
| 1    | Brasil    | 8    | 6  | 3  | 2  | 1  | 9  | 2  | 7   | 75%   |
| 2    | Colombia  | 9    | 6  | 4  | 1  | 1  | 10 | 7  | 3   | 66.7% |
| 3    | Uruguay   | 7    | 6  | 2  | 3  | 1  | 8  | 7  | 1   | 58.3% |
| 4    | Paraguay  | 6    | 6  | 2  | 2  | 2  | 9  | 9  | 0   | 50%   |
| 5    | Chile     | 3    | 3  | 1  | 1  | 1  | 1  | 0  | 1   | 50%   |
| 6    | Perú      | 2    | 3  | 0  | 2  | 1  | 2  | 3  | -1  | 33.3% |
| 7    | Ecuador   | 1    | 3  | 0  | 1  | 2  | 1  | 4  | -3  | 16.7% |
| 8    | Venezuela | 0    | 3  | 0  | 0  | 3  | 0  | 7  | -7  | 0%    |